# سيليبوغ
سيليبوغ هي منطقة سكنية تقع في منطقة التبت ذاتية الحكم في الصين.